# Sacrae Disciplinae Leges
Sacrae Disciplinae Leges est une constitution apostolique donnée par le pape Jean-Paul II le 25 janvier 1983. Cette constitution modifie le Code de droit canonique de 1917, pour instituer le Code de droit canonique de 1983 propre à l'Église catholique latine.

## Contexte de la constitution
La constitution a été promulguée un 25 janvier en souvenir du pape Jean XXIII qui le même jour en 1959 avait exprimé le désir de réformer le code de droit canon de 1917.
Dans ce texte, Jean-Paul II précise que le nouveau code aura force légale à partir du premier dimanche de l'Avent 1983.